# Radio-frequency Identification

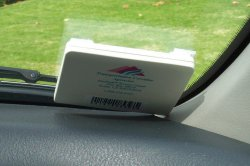
En RFID-sändare i en bil som används till automatiska vägtullar.

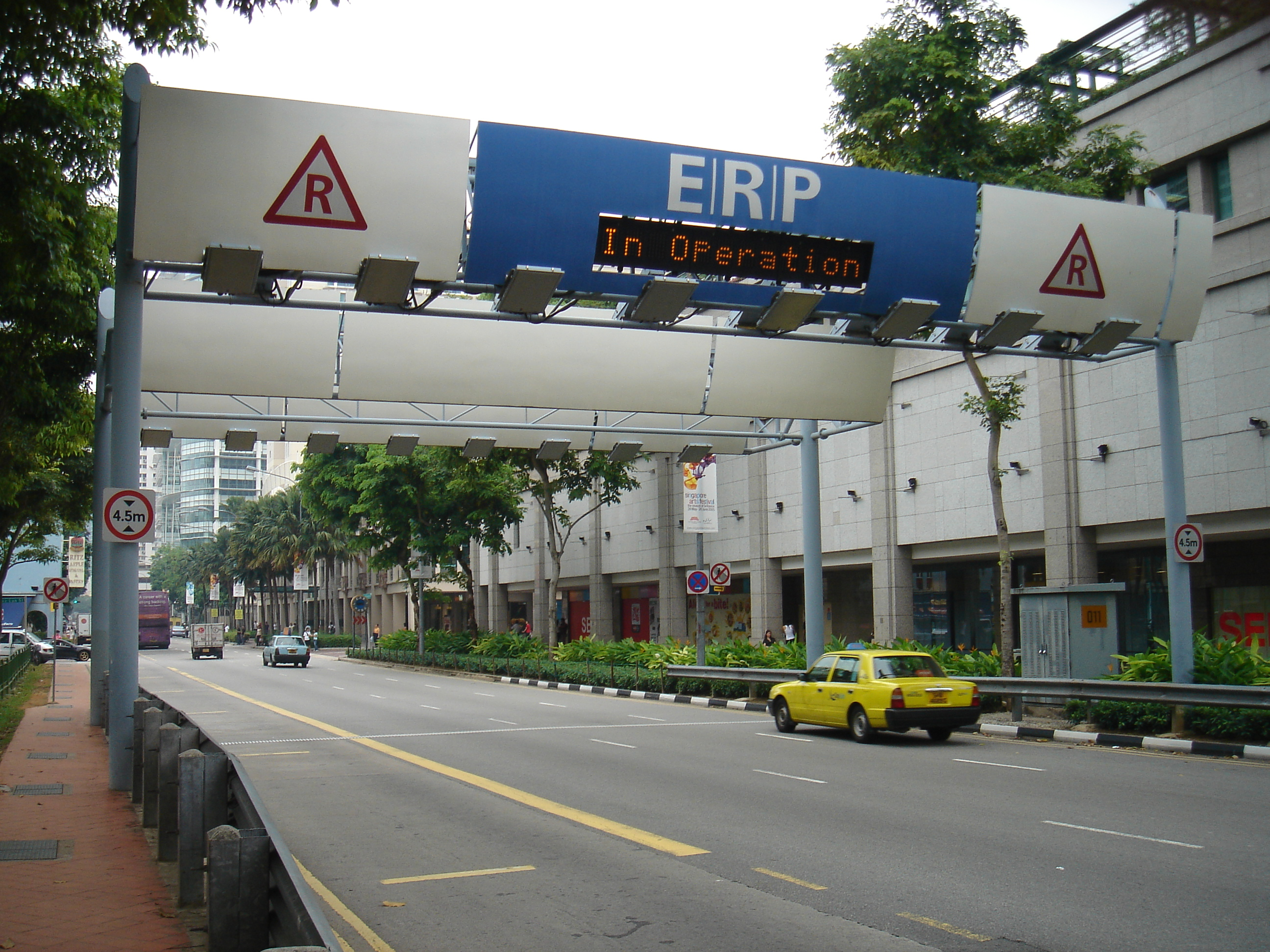
RFID-mottagare som tar betalt av fordon med RFID-sändare på en betalväg i Singapore.

Radio-frequency identification (RFID) är en teknik för att läsa information på avstånd från transpondrar och minnen. En RFID-mottagare kallas vanligtvis för en tagg.
De billigaste och enklaste varianterna har en väldigt enkel uppbyggnad och de består endast av ett unikt nummer som de kan sända ut några decimeter. Detta är den vanligaste sort som används idag. I denna typ av RFID-transponder har man all information lagrad i en databas. Posten där informationen finns lagrad är bunden till det unika id-numret. Denna enklare typ motsvarar i praktiken vanliga streckkoder. I nästa prisnivå är taggarna lite mer avancerade och har ett inbyggt minne som går att skriva till flera gånger, men minnet är ganska begränsat. Avläsaren består av ett oscillerande magnetfält som inducerar en tillräcklig spänning i antennen för att taggen ska kunna sända sitt innehåll. Taggen kan vara liten nog för att passa in i en vanlig prislapp, sättas in under huden på ett djur eller opereras in i människor för identifiering med hjälp av radiovågor.
De taggar som nämnts hittills är passiva men det finns även aktiva taggar. De aktiva urskiljer sig genom att till skillnad från de passiva, som har avläsaren som sin energikälla, istället har ett eget batteri. De är även fysiskt större och betydligt dyrare. De aktiva taggarna används för att kommunicera över större avstånd, till exempel på en container i en hamn.
Exempel på användningsområden för RFID idag är bland andra busskort, liftkort, passering genom tullar, betalstationer, pass, stöldskydd i butiker, bokningssystem, bibliotek och nyare bilar.

## Passiv RFID
De passiva taggarna har ingen intern strömförsörjning. Taggen får tillräckligt mycket ström från läsaren för att kunna skicka ett svar. Detta tack vare att läsarens antenn genom induktion skapar en tillräcklig spänning i taggen. Antennen i passiva taggar är designad för att ta emot från inkommande signal och även skicka en utgående signal. Svaret från en passiv tagg är inte alltid bara ett idnummer utan kan vara mer komplext, till exempel information från ett integrerat minne.
Passiva taggar har kapacitet att läsas från 11 cm upp till 10 meter beroende på vilken standard man använder och även på hur omgivning ser ut. Tack vare att de passiva taggarna saknar inbyggd strömkälla kan de göras väldigt små och de är därför väldigt lätta att placera där utrymmet är begränsat, exempelvis under klistermärken eller hud.

## Aktiv RFID, ARFID
Till skillnad från passiva taggar så har de aktiva taggarna en egen strömkälla som används för att skicka information och driva dess komponenter. Kommunikation från aktiva taggar till läsare är mycket pålitligare än kommunikationer från passiva taggar. Detta tack vare att aktiva taggar kan skapa en aktiv session med läsaren. Aktiva taggar kan även sända högre spänningsnivåer tack vare sin inbyggda strömkälla, vilket underlättar vid placering exempelvis i en människa, eftersom signalen då ska passera bromsande material såsom vätskor.
Nackdelen är istället att de är mycket större och dyrare att tillverka. Deras räckvidd kan sträcka sig upp emot flera hundra meter och batterierna som sitter i kan hålla upp emot 10 år. Man kan även integrera större minnen eftersom storleken inte har lika stor betydelse.

## Semipassiv RFID
Semipassiv RFID är en blandning mellan passiva och aktiva taggar där den stora skillnaden är att den integrerade strömkällan endast driver mikrochippet men inte själva sändningen av signaler. Fördelar med denna teknik är att den är mycket mer strömsnål och kan till exempel logga temperaturer över en tid för att sedan presentera data vid förfrågan från en läsare.

## Säkerhetsaspekter
Ett huvudproblem med RFID är risken att privata taggar spåras. Läsbara taggar utgör en risk då information om människors eller varors placering och rörelse kan läcka till allmänheten. Det kan även leda till att obehöriga får reda på händelser i en människas dagliga liv, till exempel vad denna handlar. Ett skydd för att undvika kloning av en tagg är att använda ett schema med ”rullande kod”, vilket innebär att taggens information ändras efter varje läsning. Det finns även skydd för säker sändning mellan läsare och sändare i form av kryptografi. Taggar med dessa säkerhetsfunktioner kräver mer ström och blir därmed dyrare att utveckla. 

## Personlig integritet
Det största integritetsproblemet inom RFID är till exempel att en kund som köpt en produkt med förinstallerad tagg inte känner till detta och att taggen kan avläsas på avstånd utan kundens tillåtelse. Sådana RFID brukar användas som stöldlarm. För det mesta utgör det inte dessa något hot mot den personliga integriteten, eftersom taggen enligt gällande standard inom handeln endast rekommenderas att innehålla ett artikelnummer. Dessutom skall varan enligt rekommendation inom EPC (Electronic Product Code) alltid vara märkt med en symbol som gör att kunden vet att denna vara innehåller en RFID tagg.
Säkerhetsexperter har varnat för att använda RFID för identifiering av personer, på grund av risker för identitetsstöld. EPC-standarden innehåller dock ett uttryckligt förbud mot att identifiera personer med RFID. Exempelvis kan en person lyssna på din information medan du kommunicerar med en legitim enhet och därefter skapa en egen tagg med din information. Det finns forskning om metoder för att skydda denna typ av integritet genom att implementera personliga brandväggar och åtkomstkontroller.

## Källförteckning
1. ↑  Dirk Hähnel et al.. ”Mapping and Localization with RFID Technology”. informatik.uni-freiburg.de. http://www2.informatik.uni-freiburg.de/~burgard/postscripts/haehnel.icra04-rfid.pdf. Läst 1 juni 2024.
2. ↑  ”Vad är RFID?”. https://www.hellermanntyton.se/kompetenser/rfid-sparning#tab4/. Läst 1 mars 2023.
3. ↑  ”Lär dig allt om RFID - Tech.nu - Smarta hem”. https://tech.nu/lar-dig-allt-om-rfid/. Läst 1 juni 2024.
4. ↑  Eerens, Ward; Caekebeke, Pieter; Duerinckx, Joris (2024-03). ”Biohacking and Chip Implantation in the Human Hand: An Introduction”. Journal of Hand Surgery Global Online. doi:10.1016/j.jhsg.2024.03.003. ISSN 2589-5141. https://doi.org/10.1016/j.jhsg.2024.03.003. Läst 1 juni 2024.
5. ↑  Rajiv A (20 oktober 2023). ”How RFID is revolutionizing Retail Theft Prevention” (på amerikansk engelska). InThing. https://inthing.io/how-rfid-is-revolutionizing-retail-theft-prevention. Läst 1 juni 2024.
6. ↑  ”Next-Gen Payment Processing Tech: Contactless RFID Credit Cards - Security News” (på engelska). www.trendmicro.com. https://www.trendmicro.com/vinfo/us/security/news/security-technology/next-gen-payment-processing-tech-rfid-credit-cards. Läst 1 juni 2024.
7. ↑  ”Active vs. Passive RFID Tags: What’s the Difference and Which to Choose” (på amerikansk engelska). Comparesoft. https://comparesoft.com/assets-tracking-software/rfid-asset-tracking/active-rfid-vs-passive-rfid-tags/. Läst 1 juni 2024.
8. ↑  Chelsea Payeur (11 januari 2022). ”RFID and the Differences in Passive, Semi-Passive, and Active Tags” (på amerikansk engelska). Computype. https://www.computype.com/blog/rfid-and-the-difference-in-passive-semi-passive-and-active-tags/. Läst 1 juni 2024.
9. ↑  Ni, Lionel; Zhang, Dian; Souryal, Michael (2011-04). ”RFID-based localization and tracking technologies”. IEEE Wireless Communications 18 (2):  sid. 45–51. doi:10.1109/MWC.2011.5751295. ISSN 1536-1284. http://ieeexplore.ieee.org/document/5751295/. Läst 1 juni 2024.